# Suede
I Suede (noti negli Stati Uniti come The London Suede) sono un gruppo musicale rock alternativo britannico formatosi nel 1989 a Londra, scioltosi nel 2003 e riunitosi nel 2010. È uno dei gruppi più conosciuti tra quelli che lanciarono l'ondata Britpop.

## Storia
Fondato nel 1989 dal cantante Brett Anderson (Haywards Heath, Inghilterra, 1967), dal chitarrista Bernard Butler (Londra, 1970) dal bassista Mat Osman, (Hertfordshire, Inghilterra, 1967) e dal batterista Simon Gilbert (Stratford-upon-Avon, Inghilterra, 1965), dopo anni di problemi e spasmodici cambi di formazione, i Suede vengono improvvisamente notati dalla stampa londinese per il loro sound e per l'aspetto androgino e sensuale del cantante.
I Suede ottengono le copertine dei giornali specializzati ancor prima di pubblicare il loro singolo di debutto, The Drowners, nella primavera del 1992. Nello stesso anno, gli Suede furono definiti "miglior nuova band britannica" dalla rivista Melody Maker e si guadagnarono le attenzioni della stampa musicale del paese. L'anno dopo il loro disco di debutto, Suede, ispirato al sound di David Bowie e di The Smiths, si issò in vetta alla classifica britannica degli album, divenendo l'album di debutto più di successo dai tempi di Frankie Goes to Hollywood nel 1984. L'album raccolse anche il premio Mercury Music e diede un contributo decisivo alla diffusione del Britpop.
Il singolo Stay Together, pubblicato il giorno di San Valentino del 1994, raggiunge la terza posizione della chart britannica.
Il successivo album Dog Man Star (1994), è un album spettrale, intenso e dalle atmosfere claustrofobiche, che riflette nettamente la crisi interna al gruppo. Tra le canzoni più rappresentative, le ballate The Wild Ones e The Two of Us. L'album non fa in tempo ad apparire nei negozi che il chitarrista e coautore Bernard Butler lascia gli Suede in maniera non amichevole, intraprendendo una carriera da solista e produttore; gli subentrò, per il tour di supporto al disco, Richard Oakes (Pole, Dorset, 1976). Il lavoro, che si allontanava dai canoni del Britpop per risentire di un raggio più ampio di influenze, arrivò al terzo posto nella classifica britannica degli album e fu certificato disco d'oro nel novembre 1994. Gli Suede furono annoverati tra i "quattro grandi" del Britpop con Oasis, Blur e Pulp.
A Richard Oakes si aggiunge il tastierista Neil Codling (Stratford-upon-Avon, 1973). Con loro, gli Suede pubblicano l'orecchiabile Coming Up, il loro lavoro di maggior successo. Debuttando in prima posizione nel settembre 1996, Coming Up è in stridente contrasto con le atmosfere oscure di Dog Man Star; da esso vennero estratti cinque singoli che raggiunsero la Top Ten inglese, in particolare le canzoni Trash, Beautiful Ones e Saturday Night.
Con Saturday Night gli Suede, durante un concerto, si esibirono in un duetto con Neil Tennant dei Pet Shop Boys come ospite. Oltre alla citata canzone, gli Suede re-interpretarono assieme a Tennant la popolare canzone dei Pet Shop Boys Rent. Entrambi i brani sono stati inclusi come B-side nel loro disco Filmstar.
Nel frattempo molte sono le voci che danno il cantante Brett Anderson in preda a seri problemi di droga. È forse questa la ragione dell'attesa di tre anni per il successore di Coming Up, l'album Head Music, pubblicato nell'aprile 1999. Sebbene raggiunga inizialmente la vetta delle classifiche, Head Music non incontra i favori dei fan e della critica britannica. Il revival del pop anni '90 è in rapida estinzione e i Suede non sembrano esserne immuni. La nuova direzione più elettronica dà vita a gemme quali il singolo She's In Fashion o Savoir Faire, eppure la qualità di Head Music non sembra essere allo stesso livello dei suoi predecessori.
Nel 2000 Neil Codling lascia i Suede per motivi di salute e viene sostituito dal tastierista/chitarrista Alex Lee (già negli Strangelove); A New Morning, prodotto da Stephen Street (The Smiths, Blur) viene pubblicato nel settembre 2002 tra l'indifferenza di molti. Verrà considerato da alcuni fan l'album più deludente dell'intera storia degli Suede, raggiungendo a malapena la Top 30 britannica.
Nell'autunno del 2003 il singolo Attitude riporta gli Suede nelle prime quindici posizioni della classifica britannica dei singoli, mostrando nuove idee e una fresca e promettente direzione musicale per Brett Anderson e compagni. Proprio mentre la situazione appare in ripresa, i Suede annunciano, tuttavia, il loro tour di addio e il loro sciogliemento ufficiale nel dicembre 2003.
Nel 2004 Anderson annuncia, tra lo stupore generale, che la sua riconciliazione con Butler darà vita al nuovo gruppo The Tears. L'inaspettata rimpatriata si concretizza con l'album Here Come The Tears (2005) e il conseguente tour promozionale; il lavoro si rivelerà progetto estemporaneo e Anderson a questo punto si dedicherà a tempo pieno alla produzione solista.
Nel 2010 i Suede (con Richard Oakes alla chitarra) si riuniscono per il concerto di beneficenza in favore dell'associazione Teenage Cancer Trust alla Royal Albert Hall di Londra. In seguito verranno confermate altre date in Inghilterra e nel resto del mondo fino all'estate 2011, quando Anderson annuncia per settembre l'uscità del suo quarto album solista Black Rainbows, per poi dedicarsi nuovamente a un album di inediti con gli Suede.
Il 18 marzo 2013 viene pubblicato, a dieci anni dall'ultimo disco, l'album intitolato Bloodsports, preceduto dall'uscita del singolo Barriers, brano messo a disposizione dei fan in download gratuito dal sito della band il 7 gennaio 2013, e dal brano It Starts And Ends With You, pubblicato nel febbraio 2013.
Il 7 settembre 2015 viene annunciata, per l'anno seguente, la pubblicazione del settimo album della band, intitolato Night Thoughts. Il 24 settembre 2015 esce Outsiders, singolo di lancio del disco, mentre il 13 e 14 novembre la band si esibisce alla Roundhouse di Camden, Londra.
Dopo il successo di Bloodsports, anche Night Thoughts, uscito il 22 gennaio 2016, ottiene ottimi risultati, raggiungendo la sesta posizione della classifica britannica degli album. Oltre al tour di sostegno al nuovo disco, la band si esibisce in altre circostanze, come la partecipazione all'evento benefico di Teenage Cancer Trust, il 30 marzo 2014 alla Royal Albert Hall di Londra, dove esegue l'intero Dog Man Star, per celebrare il ventennale della sua pubblicazione. Nella circostanza il gruppo suona dal vivo anche lati b dell'epoca e la nuova canzone   I Don't Know How to Reach You.
Nell'ottobre 2014 viene pubblicato un cofanetto del disco in edizione limitata. Nel settembre 2016 avviene altrettanto per il ventennale dell'album Coming Up.
Nell'aprile 2018 la band annuncia la pubblicazione del proprio ottavo album in studio, intitolato The Blue Hour, che esce il 21 settembre dello stesso anno, anticipato dal singolo di lancio The Invisibles, uscito a luglio. Il disco raggiunge la posizione più alta per un album dei Suede dai tempi di Head Music, risalente al 1999.
Nel novembre 2018 la band pubblica un documentario intitolato Suede - The Insatiable Ones, diretto dal regista Mike Christie. La pellicola esplora gli alti e bassi del percorso musicale dei Suede, con accesso senza precedenti a materiale d'archivio inedito e nuove interviste al gruppo. It was shown as part of a 'Suede Night' 24 November on Sky Arts, along with the band's 2010 comeback gig at the Royal Albert Hall. Nel dicembre 2018 viene annunciato un tour britannico, che prende il via il 15 aprile 2019 a Newcastle upon Tyne e si chiude il successivo 28 aprile a Cambridge.
Nel novembre 2020 la band annuncia di essere al lavoro per la pubblicazione di un nuovo disco, chiedendo ai fan di contribuire inviando dei messaggi vocali da utilizzare in alcuni brani. Nel maggio 2022 viene rivelato il titolo del disco, Autofiction; l'album, un disco "punk" secondo quanto dichiarato dagli stessi Suede, esce il 16 settembre seguente per l'etichetta BMG. A supporto del disco, da cui vengono estratti i singoli 15 Again e That Boy on the Stage, vengono programmati alcuni concerti nel Regno Unito per il settembre 2022, un tour europeo per l'ottobre seguente, un tour nordamericano con i Manic Street Preachers per il novembre seguente e un tour britannico per il marzo 2023.

## Formazione
- Brett Anderson (voce e chitarra, 1989 - 2003, 2010 - attualmente)
- Mat Osman (basso, 1989 - 2003, 2010 - attualmente)
- Simon Gilbert (batteria, 1989 - 2003, 2010 - attualmente)
- Richard Oakes (chitarra, 1994 - 2003, 2010 - attualmente)
- Neil Codling (tastiere e chitarra, 1995 - 1999, 2010 - attualmente)

### Ex componenti
- Alex Lee (tastiere e chitarra, 2001 - 2003)
- Bernard Butler (chitarra, 1989 - 1994)
- Justine Frischmann (chitarra, 1989 - 1992)

## Discografia

### Album in studio
- 1993 - Suede
- 1994 - Dog Man Star
- 1996 - Coming Up
- 1999 - Head Music
- 2002 - A New Morning
- 2013 - Bloodsports
- 2016 - Night Thoughts
- 2018 - The Blue Hour
- 2022 - Autofiction

### Raccolte
- 1997 - Sci-Fi Lullabies
- 2003 - Singles
- 2010 - The Best of Suede

### Singoli
- The Drowners (maggio 1992), Nude Records
- Metal Mickey (settembre 1992), Nude Records
- Animal Nitrate (febbraio 1993), Nude Records
- So Young (maggio 1993), Nude Records
- Stay Together (febbraio 1994), Nude Records
- We Are The Pigs (settembre 1994), Nude Records
- The Wild Ones (novembre 1994), Nude Records
- New Generation (gennaio 1995), Nude Records
- Trash (luglio 1996), Nude Records
- Beautiful Ones (ottobre 1996), Nude Records
- Saturday Night (gennaio 1997), Nude Records
- Lazy (aprile 1997), Nude Records
- Filmstar (agosto 1997), Nude Records
- Electricity (aprile 1999), Nude Records
- She's In Fashion (giugno 1999), Nude Records
- Everything Will Flow (settembre 1999), Nude Records
- Can't Get Enough (novembre 1999), Nude Records
- Positivity (settembre 2002), Sony
- Obsessions (novembre 2002), Sony
- Attitude (settembre 2003), Sony
- It Starts And Ends With You (febbraio 2013), Warner
- Hit Me (giugno 2013), Warner
- For the Strangers (ottobre 2013), Warner
- Outsiders (Suede), (settembre 2015), Suede Ltd.
- Like Kids, (dicembre 2015), Suede Ltd.
- Pale Snow, (gennaio 2016), Suede Ltd.
- No Tomorrow (Suede), (gennaio 2016), Suede Ltd.
- What I'm Trying to Tell You, (febbraio 2016), Suede Ltd.
- The Invisibles, (2018)
- Don't Be Afraid If Nobody Loves You, (2018)
- Life Is Golden, (2018)
- Flytipping, (2018)
- Wastelands, (2018)
- She Still Leads Me On, (2022)
- 15 Again, (2022)
- That Boy On The Stage, (2022)

## Video
- 1993 Love and Poison (live footage)
- 1995 Introducing the Band DVD (live footage)
- 2001 Lost in TV DVD (video compilation)